# 2006年飓风保罗
飓风保罗（英語：Hurricane Paul）是2006年10月下旬形成的一场飓风，最终以热带低气压强度吹袭墨西哥。系统源于10月21日的一片扰动天气区，因行经海域水温较高、风切变逐渐减少而缓慢增强，于10月23日达到飓风标准，并在当晚达到持续风速每小时165公里的最高强度，在萨菲尔-辛普森飓风等级下属于二级飓风的较高标准。受强烈的低压槽影响，飓风转向北上，然后又转朝东北方向移动，进入存在强烈风切变的海域，于10月24日降级成热带风暴。气旋加速向东北前进，经过南下加利福尼亚州以南近海后，其下层环流变得同剩余的对流分离。10月25日，保罗在墨西哥近海减弱成热带低气压，然后短暂朝远离陆地的方向行进，但很快又于10月26日从锡那罗亚州西北方向登陆。
保罗是2006年太平洋飓风季第三场威胁西墨西哥的飓风，另外两场分别是飓风约翰和飓风莱恩。南下加利福尼亚州沿海地区有两人因遭遇大浪丧生，锡那罗亚州发生洪灾。整场风暴造成的损失总额超过3500万墨西哥比索（2006年墨西哥比索，相当于同年的320万美元）。

## 气象历史
10月4日，有东风波离开非洲西岸向西穿越大西洋，在此期间没有显著发展，于10月18日进入东太平洋。次日，东风波同遇到的扰动天气区融合，生成的大范围对流区向北一直延伸到墨西哥南部。天气系统的范围很大，但结构杂乱无章，以每小时16至24公里的速度向西移动。10月20日，系统发展出低气压区，并开始呈现出逐渐组织的迹象。经过继续组织，系统于10月21日在曼萨尼约西南偏南方向约425公里洋面发展成第十七号热带低气压。成为热带气旋后，低气压的下层环流覆盖范围较小，但非常紧凑，上方是层次分明的中层环流。受北侧的副热带高压脊影响，气旋朝西移动，上层外流受到东向风切变的制约。
气旋的深层对流逐渐强化，周围形成弧形云带，整体云层格局迅速改善，估计仅成型六小时后就已增强成热带风暴并获名“保罗”（Paul）。虽然东向风切变致使下层环流从深层对流区东部暴露出来，但风暴还是因行经海域水温较高、风切变逐渐减弱而继续强化。随着云层格局改善，下层环流同对流结合得更趋紧密。计算机模型起初难以准确预测风暴动向，地球物理流体动力学实验室的模型预测保罗的风速会达到每小时191公里，全球模形则认为气旋会在48至72小时内消散。10月22日清晨，风切变开始减少，保罗东侧的外流同时增多。风暴转向西北前进，在卫星云图上的清晰度短暂降低。10月22日晚，保罗上空的风切变突然大幅减弱，风暴随即快速组织并增强。对流内开始发展出风眼，于10月23日清晨升级成飓风。

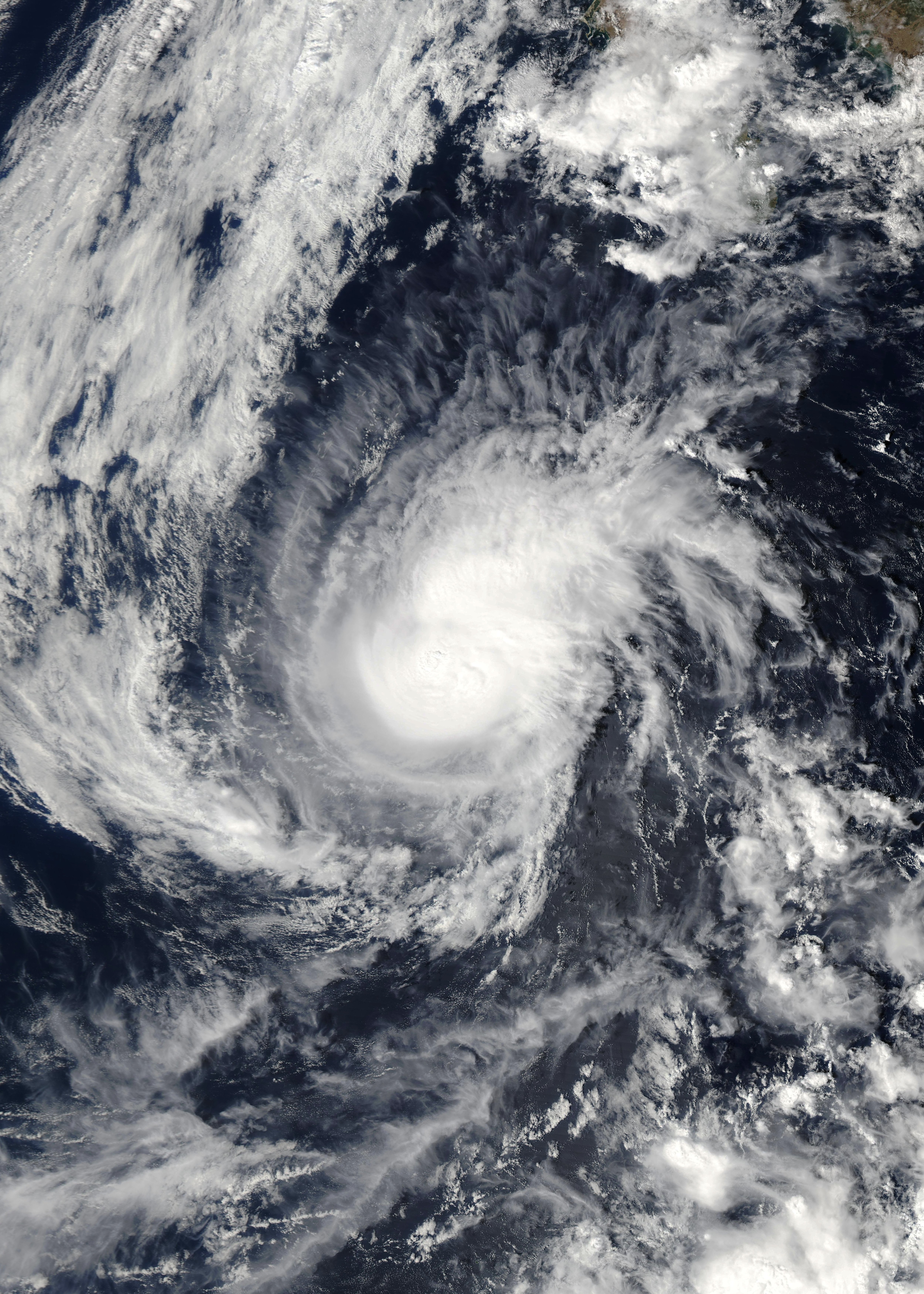
10月23日飓风保罗的卫星图像

由于所在海域水温较高，风切变很少，气旋继续组织并强化，层次分明的风眼周围由深层对流层层环绕，北侧和南侧的外流持续走强。10月23日，保罗在卡波圣卢卡斯（Cabo San Lucas）西南偏南方向约750公里洋面达到风力时速165公里的最高强度， 在萨菲尔-辛普森飓风等级下已属二级飓风标准。受加利福尼亚州西岸近海的大规模低压槽影响，风暴转向西北偏北，之后又转向北上。受风切变和干燥空气增多的双重不利条件影响，保罗快速减弱，于10月24日降级成热带风暴，此时下层环流已同逐渐消亡的对流分离。气旋接下来在从索科罗岛附近经过后转向东北。虽然风切变还在节节攀升，速度超过每小时80公里，但保罗的西南部还是继续发展出深层对流并有环流保持，强度依然满足热带风暴标准。10月25日，风暴从南下加利福尼亚州最南端以南约160公里海域经过。气旋加速朝东北方向前进，环流短暂同深层对流结合，但随着风暴逼近锡那罗亚州海岸，其中心又再度同上层环流脱节。当晚，保罗在墨西哥近海弱化成热带低气压，然后转向北上。次日清晨，已不含任何深层对流的热带低气压从锡那罗亚州西北角的阿尔塔穆拉岛附近登陆，数小时后，美国国家飓风中心针对逐渐消散的气旋发布最后一份公告。

## 防灾措施
保罗成为飓风后，墨西哥政府向南下加利福尼亚州东海岸的阿瓜布兰卡（Agua Blanca）到西海岸的拉巴斯之间地区发布飓风观察预警。风暴转向东北并呈现出明显的减弱趋势后，飓风观察预警由热带风暴警告取代。墨西哥政府在气旋登陆前约45小时向马萨特兰到圣埃瓦里斯托（San Evaristo）之间的锡那罗亚州沿海地区发布热带风暴观察预警。气象机构预计保罗会在登陆前降级成热带低气压后，墨西哥本土的热带风暴观察预警停止生效。由于气旋保持热带风暴强度的时间超过预期，很可能会以热带风暴强度登陆，马萨特兰到阿特拉塔（Atlata）又收到热带风暴警告，再于保罗减弱成热带低气压后中止。
下加利福尼亚半岛最南端附近地区的应急官员将学校关闭，救援人员还下令生活在棚户区的1500余人疏散。当地警方挨家挨户通知可能受风暴影响的居民，客车将撤离的居民带到充当临时避难所的学校。位于卡波圣卢卡斯的一家酒店告知房客风暴正在逼近，并为选择留在酒店内的宾客安排室内活动。许多游客提前终止假期从当地机场离开。卡波圣卢卡斯港因风暴威胁关闭，当地的钓鱼比赛因此延迟。锡那罗亚州有关部门将洪灾易发地区的5000余户家庭撤离。

## 影响

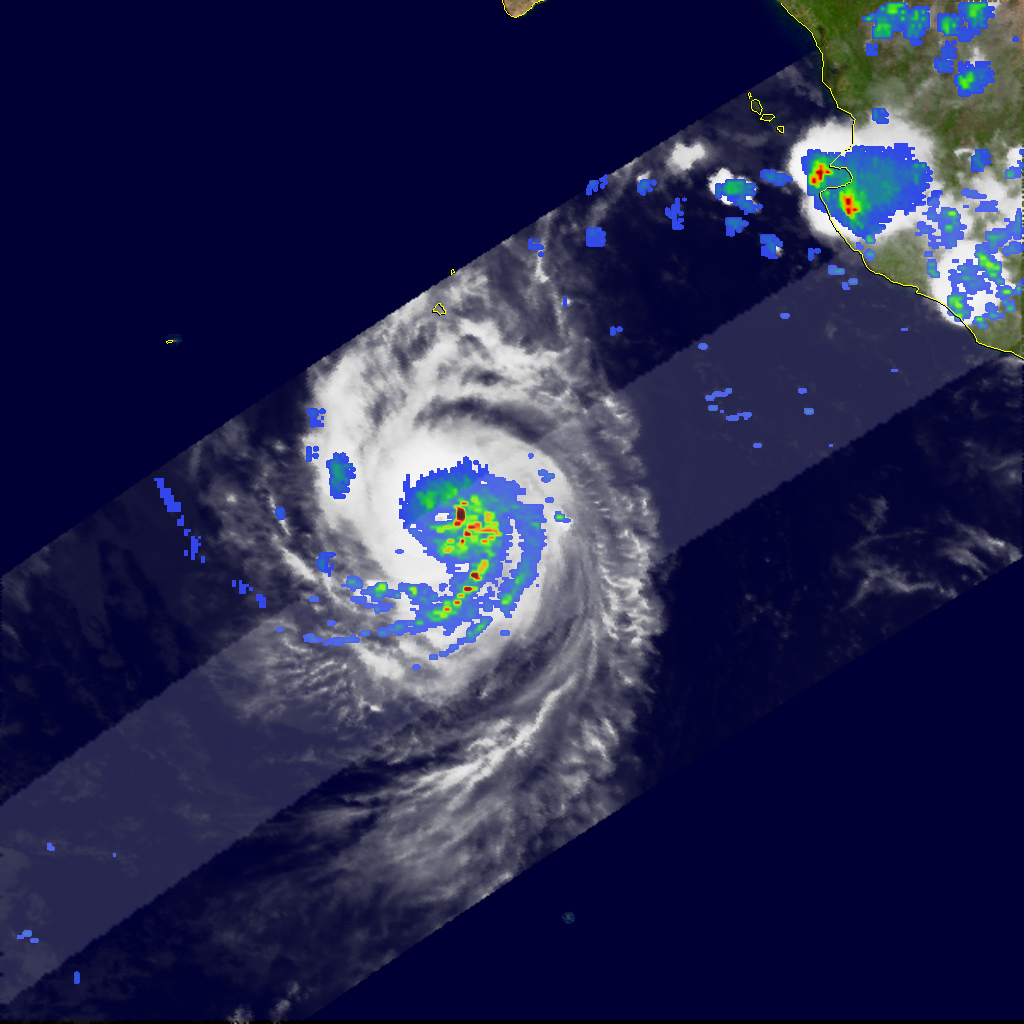
热带降雨观测卫星拍摄的飓风保罗降雨卫星图像

美国国家飓风中心指出，风暴的扰动天气前身可能会降下暴雨，在瓦哈卡州和格雷罗州引发威胁生命安全的洪灾或泥石流，但事实证明这只是虚惊一场。
南下加利福尼亚州一名渔夫因海况恶劣从岩石上跌落致死，还有一名美国游客被大浪卷走后遇难。锡那罗亚州一场卡车被暴涨的河流卷走，车上两人丧生。保罗是这年飓风约翰和飓风莱恩过后又一场对洛斯卡沃斯形成威胁的飓风，但实际造成的影响很小，基本局限于阵风和少量降水。墨西哥本土受气旋影响普降中雨，其中马萨特兰的24小时降雨总量达到58毫米，局部地区更超过200毫米。降水引发洪灾，并以锡那罗亚州的维拉华雷斯灾区最为严重，当地运河泛滥成灾，街道上的积水有一米深，共有5000套房屋因洪灾受损，两万人流离失所。风暴还令超过15平方公里农田受灾，其中大部分庄稼是豆类和玉米。气旋造成的损失超过3500万墨西哥比索（2006年墨西哥比索，相当于同年的320万美元）。